# Храм иконы Божией Матери «Взыскание погибших» (Янгиюль)
Храм иконы Божией Матери «Взыскание погибших»  — православный храм в городе Янгиюле в Узбекистане. Относится к Ташкентской и Узбекистанской епархии Среднеазиатского митрополичьего округа Русской православной церкви. Освящён в честь иконы Божией Матери «Взыскание погибших». Храм находится в центре железнодорожного городка.

## История
26 июля 1947 года епископ Гурий назначил отца Константина настоятелем в город Янгиюль. Молитвенный дом был небольшой и вмещал около 60 человек.
1 августа 1947 года священником Константином Былинкиным был выкуплен жилой дом, который он перестроил под храм. Не обошлось без помощи пожертвования прихожан.
Храм построен в 1947 году из жжёного кирпича. Имеет два зала с иконостасами, зал из которого можно попасть в оба зала, небольшой дворик, множество подсобных помещений. Также имеется небольшой световой купол. Подобный купол можно увидеть в Ташкенте, Самарканде и Кагане.
Престольный праздник: 18 февраля
После обретения независимости из Янгиюля уехало очень много прихожан и поэтому на службах можно увидеть не так много прихожан 25-30 человек.

## Фото
|                                                    |                                                         |                                                         |                                                                     |                                                                |
| Храм иконы Божией Матери Взыскание погибших. Храм. | Храм иконы Божией Матери Взыскание погибших. Зал храма. | Храм иконы Божией Матери Взыскание погибших. Иконостас. | Храм иконы Божией Матери Взыскание погибших. Один из входов в храм. | Храм иконы Божией Матери Взыскание погибших. Второй иконостас. |